# Andrea Rossi (entrepreneur)
Pour l’article homonyme, voir Andrea Rossi.
Andrea Rossi (né le 3 juin 1950) est un entrepreneur italien qui prétend avoir inventé un appareil de fusion froide,,.
Dans les années 1970, Rossi a prétendu avoir inventé un procédé pour convertir les déchets organiques en pétrole, et en 1978, il fonde une société nommée Petroldragon pour traiter les déchets. Au début des années 1990, la société a fait faillite  quand on a découvert que cette entreprise déversait les déchets toxiques dans l'environnement, et Rossi a été emprisonné, et aussi condamné plus tard pour fraude fiscale et crimes environnementaux. De 2001 à 2003, Rossi a travaillé pour l'Armée américaine pour fabriquer des dispositifs thermoélectriques prétendument meilleurs que les autres, mais qui avaient en réalité une performance 1000 fois inférieure à celle revendiquée,.
En 2008, après s'être installé aux États-Unis, Rossi a tenté de breveter un dispositif appelé Catalyseur d'Énergie (ou E-Cat)[réf. nécessaire], une source de chaleur censée fonctionner sur le principe de la fusion froide ou Réaction Nucléaire de Basse Énergie (LENR). Rossi affirme que cet appareil produit des quantités massives de chaleur supplémentaire qui peuvent être utilisées pour produire de l'électricité, mais les tentatives pour reproduire ce phénomène ont échoué.
Le 25 août, 2015, le brevet US no 9,115,913 de Rossi a été approuvé. La description de ce brevet correspondrait à un appareil de chauffage de fluides.

## Biographie
Andrea Rossi est né le 3 juin 1950 à Milan.
En 1973, Rossi est diplômé en philosophie à l'Université de Milan, avec une thèse sur la théorie de la relativité d'Albert Einstein et ses relations avec la phénoménologie d'Edmund Husserl,,.
Andrea Rossi est marié à Maddalena Pascucci.

## Entreprises

### Petroldragon
En 1974, Rossi a déposé un brevet pour un système d'incinération. En 1978, il écrit The Incineration of Waste and River Purification, publié à Milan par Tecniche Nuove.
Il a ensuite fondé Petroldragon, une société pour transformer des déchets en pétrole, qui a fait faillite dans les années 1990 lors d'accusations de déversement de déchets toxiques dans la nature, et de fraude fiscale. Ses actifs ont été saisis, ainsi que les actifs personnels de Rossi, et Rossi a été arrêté dans l'attente de son procès. Rossi a passé quatre ans en prison et a dû se défendre pour 56 chefs d'accusation. Il a été  condamné pour 5 chefs d’accusation de fraude fiscale. Rossi a écrit qu'il a été acquitté pour les 51 autres chefs d’accusation.
D'après des documents trouvés par des journalistes à la Sveriges Radio, Rossi avait été condamné à de la prison pour trois chefs d'accusation de crimes environnementaux. Le gouvernement de la Lombardie a dépensé plus de quarante millions d'euros pour éliminer 70 000 tonnes de déchets toxiques que Petroldragon avait jetés. Selon le maire de Lacchiarella, Luigi Acerbi, « Dans les années où Rossi travaillait ici, autant que nous le sachions, il n'a pas produit une seule goutte de pétrole. ».
À la fin du procès en 1996, Rossi a déménagé aux États-Unis.

### De l'électricité à partir de chaleur perdue
Aux États-Unis, Rossi a créé la firme Leonardo Technologies, Inc. (LTI). Il a obtenu un contrat de défense afin d'évaluer le potentiel de production d'électricité à partir de chaleur perdue en utilisant des générateurs thermoélectriques. De tels dispositifs sont normalement utilisés uniquement pour le chauffage ou le refroidissement (effet Peltier), parce que le rendement pour générer de l'énergie électrique est de seulement quelques pour cent. Rossi a suggéré que le rendement de ses appareils peut atteindre 20 %. De plus grands modules devaient être fabriqués en Italie.
Rossi a envoyé 27 dispositifs thermoélectriques pour évaluation à l'Engineer Research and Development Center ; 19 d'entre eux n'ont pas produit d'électricité du tout. Les autres unités ont produit moins de 1 watt chacun, au lieu des 800 à 1 000 watts prétendus.

### Catalyseur d'énergie
En janvier 2011, Andrea Rossi et Sergio Focardi ont fabriqué un appareil de fusion froide appelé Catalyseur d'Énergie, et ils ont affirmé avoir démontré que cet appareil était commercialement viable. Cependant, dans une interview, Rossi a affirmé que son Catalyseur d'Énergie ne fonctionne pas avec la fusion froide, mais une réaction nucléaire mettant en œuvre la force faible. La demande de brevet internationale a reçu un avis préliminaire défavorable, car il semble « violer les lois généralement acceptées de la physique et des théories établies », et pour surmonter ce problème le brevet aurait dû contenir des preuves expérimentales ou une explication du procédé conforme aux théories scientifiques. Les journalistes n'étaient pas autorisés à examiner le cœur du réacteur, et il y a une incertitude quant à la réalité de l'invention.
Les chercheurs de l'Institut Max-Planck de physique des plasmas disent de la même façon : « Si les lois de la physique généralement acceptées décrivent correctement la nature, alors la "fusion froide" n'est pas possible dans ces installations », et Ulrich Samm, responsable de la recherche sur la fusion nucléaire au Centre de recherche de Juliers : « Ce que fait M. Rossi relève de la catégorie charlatanisme »